# Csiffytanya
Csiffytanya Balkány város része, Szabolcs-Szatmár-Bereg vármegyében, a Nagykállói járásban Nagykállótól 22 km-re.

## Fekvése

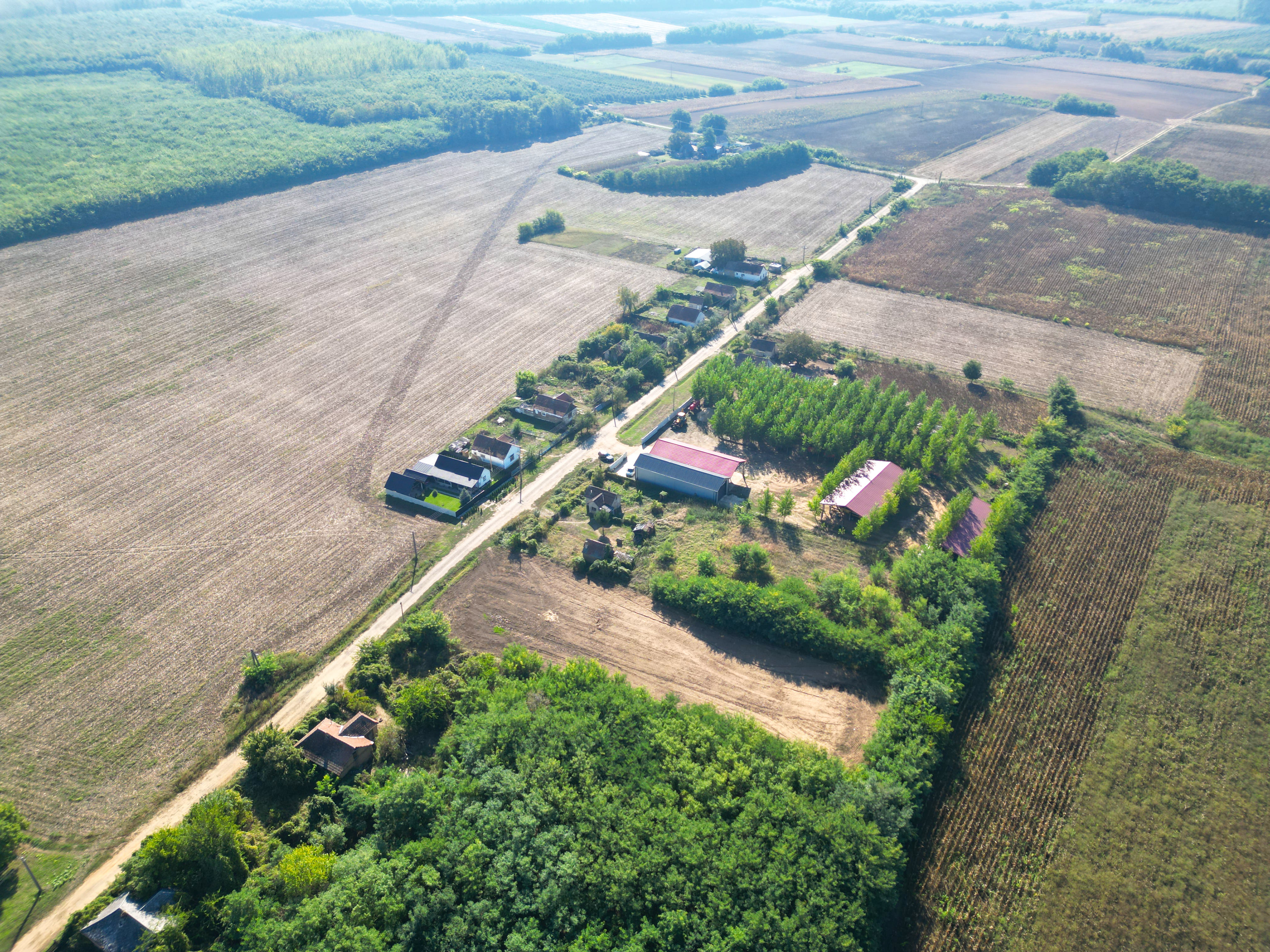
Csiffytanya madártávlatból

Balkánytól 8 km-re, Cibaktól 6 km-re, Béketeleptől 2 km-re és Jármytanyától 1 km-re található.

## Története
A Jármy és Csiffy család, Csiffy Katalin  birtoka volt az 1900-as években.

## Nevezetességei
Gyűrűs-hegy
A Gyűrűs-hegy 160 méteres magasságával Balkány egyik legmagasabb pontja. Csiffytanyától 1200 m-re nyugatra található, Balkány és Geszteréd közigazgatási határán.

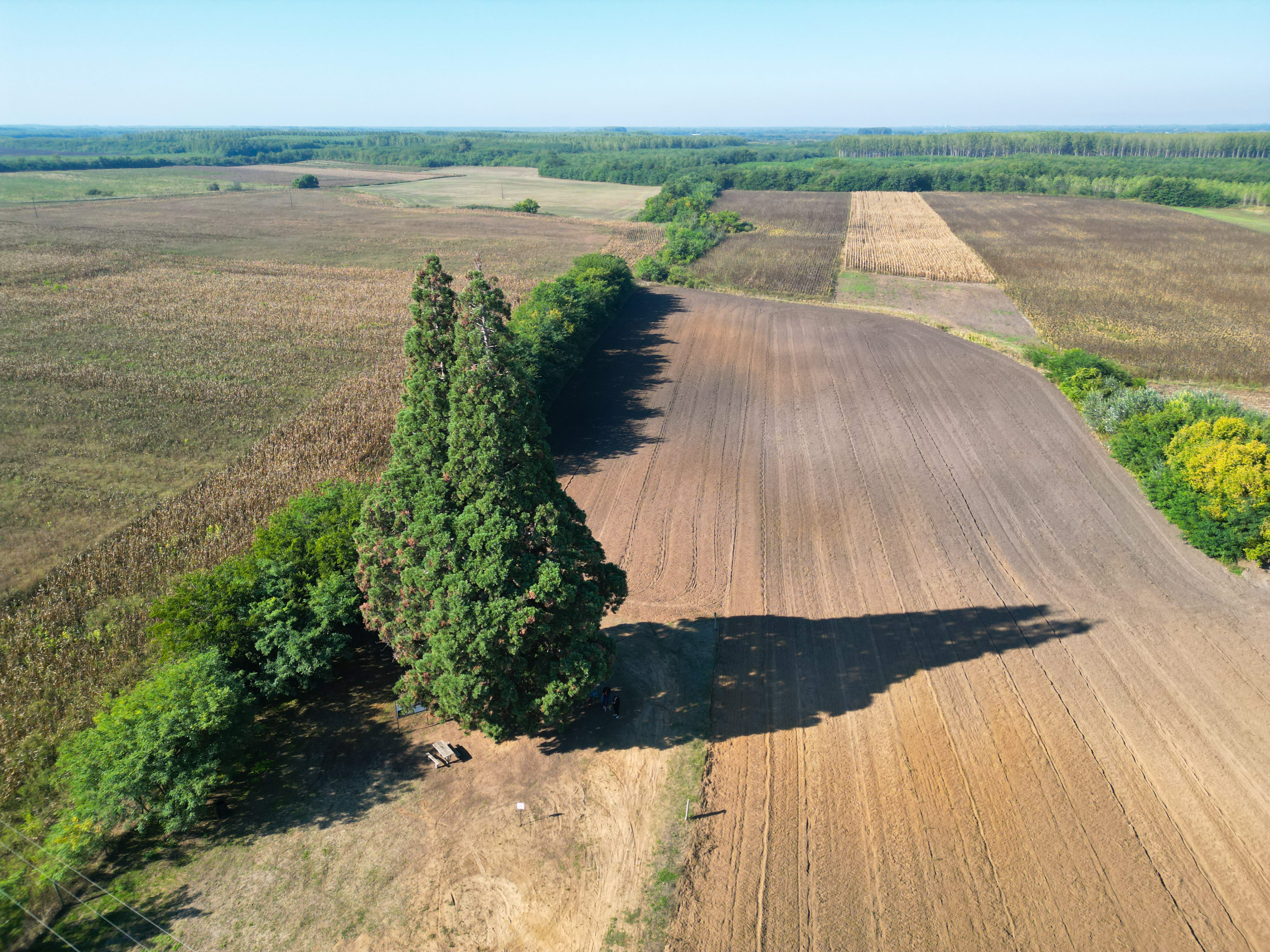
Mamutfenyő
A mamutfenyő csemetéjét 1860 körül ültette a balkányi Finta József a Jármy család udvarába. 1968-ban a fa lombkoronáját kettéhasította egy villám, azóta acélabroncsok tartják össze. 1989-ben a Természetvédelmi Hivatal védetté nyilvánította, 2015-ben pedig az Év Fája verseny magyarországi döntőse lett.